# Niklas Kvarforth
Niklas Kvarforth (né Niklas Olsson le 7 décembre 1983 à Halmstad, Suède) est un auteur-compositeur et chanteur de black metal. Il est connu pour être l'instigateur d'une propagande musicale en faveur du suicide et de l'autodestruction depuis la formation en 1996 du groupe de black metal dépressif suédois Shining.

## Biographie
En 1996, Niklas "Kvarforth" Olsson fonde Shining, groupe de black metal dit dépressif influencé par Burzum et Bethlehem. Il n'a que 16 ans lorsque Shining sort son premier EP sous le nom de Submit to selfdestruction en 1998. Le line-up est alors composé de Kvarforth (connu sous le pseudonyme de Wraith à l'époque) aux guitares et à la basse, Ted Wedebrand à la batterie et un certain Robert au chant.
La formation voit son line-up changer pour la sortie en 2000 de son premier album I - Within Deep Dark Chambers (le maintien d'un chiffre romain précédent le titre de chaque nouvelle sortie est un clin d’œil à Led Zeppelin que Kvarforth apprécie et dont il espère atteindre le même niveau de notoriété). Pour cet album, Kvarforth occupe le poste de guitariste, claviériste et de chanteur, accompagné de Andreas Classen (chanteur de Bethlehem à l'époque), de Tusk à la basse et de  Wedebrand à la batterie. L'album sort sur le label suédois Selbstmord Services, fondé par Kvarforth lui-même en 1999. Avant son extinction en 2004, le label publiera notamment les premiers albums de Craft, Ondskapt, Forgotten Tomb, Leviathan et Funeral Dirge (autre projet mené par Kvarforth dont la production se limitera à deux EP en 1999 et 2001).
II - Livets Ändhållplats sort en 2001. Plus tard, Kvarforth qualifiera la réalisation de cet album comme extrêmement pénible. Il en aurait écrit les paroles, isolé dans les montagnes sans boire ni manger pendant plusieurs jours afin de développer un état de négativité absolue. Durant l'enregistrement de cet album, afin de retrouver cet état d'anxiété et de négativité intense, il demandera à son bassiste de l'époque, Tusk, de l'ébouillanter durant les sessions d'enregistrement de ses vocaux.
Entre 2001 et 2003, la formation se sépare de son bassiste et de son batteur, respectivement remplacés par Phil A.Cirone (frère de Tusk) et Jan Axel "Hellhammer" Von Blomberg (connu pour ses étonnantes performances au sein de la formation black metalistique norvégienne Mayhem et pour ses nombreuses participations sur les albums de Covenant, Dimmu Borgir, Arcturus,...). Un second guitariste arrive également au sein de Shining en la personne d'Inisis mais ce dernier n'enregistrera ni ne composera aucune des partitions de III - Angst - Självdestruktivitetens Emissarie publié en 2002 par le label Avantgarde Music.
Le style musical de Shining s'éloigne peu à peu de ses premiers travaux et ouvre la voix à un black metal plus glacial et sophistiqué. 
Alors que le groupe travaille sur son quatrième album, Kvarforth annonce officiellement la dissolution de Shining en août 2004. Dans un communiqué, il précise que le groupe s'éteindra avec la sortie de IV - The Eerie Cold, Kvarforth ayant le sentiment d'avoir atteint l'apogée de son art. En réalité, cette dissolution fait suite aux nombreux ennuis que Kvarforth connaît à l'époque, tant dans sa vie professionnelle que privée. Alors que son épouse demande le divorce, Selbstmord Services connaît de nombreux ennuis qui obligent Kvarforth à en fermer les portes. Ce dernier sombre dans la dépression et traverse ses années les plus noires comme en témoignent les thérapeutes et autres cliniques psychiatriques remerciées dans l'album IV - The Eerie Cold.
Entre 2004 et 2005, Unpleasant Wax publie un split Shining/Dolorian sur lequel figure la chanson Through corridos of oppression, un titre sur lequel Kvarforth, Hellhammer et Phil A.Cirone revisitent la célèbre marche funèbre de Frédéric Chopin. Unexploded Records publie Through Years Of Oppression, une compilation de titres inédits de Shining dont une version studio de Claws Of Perdition qui permet de se donner une idée de la nouvelle direction musicale que Shining a emprunté sur son album à venir. Enfin, Perverted Taste sort The Darkroom Sessions, un bootleg sur lequel apparaissent 6 enregistrements issus des répétitions de Shining avant les enregistrements des albums II et III de sa discographie.
C'est en février 2005 que IV - The Eerie Cold voit finalement le jour, et avec lui, la reformation de Shining avec un line-up flambant neuf. Kvarforth y occupe le poste de chanteur et partage le poste de guitariste avec son ami John Doe (actuel guitariste de Craft dont Nox, le chanteur, fera une brève apparition sur la reprise de Submit To Selfdestruction sur le troisième album de Shining). Hellhammer occupe toujours la batterie. Phil A.Cirone offre son poste de bassiste à Hallander tandis qu'un certain Casado, plus connu sous le nom de Leere (guitariste et fondateur de Silencer), occupe le poste de guitariste de session pour les premières aventures de Shining sur scène.
Effectivement, c'est en 2005 que Kvarforth décide de donner une direction musicale plus sérieuse à Shining en lui offrant la possibilité de s'exporter et de fouler les planches du monde entier. C'est ainsi que Shining débute ses premiers concerts en Europe dans le courant de l'année 2005. Hellhammer quitte alors le groupe et se voit remplacé par le batteur des Spiritual Beggars, Ludwig Witt. 
Le groupe acquiert une renommée grandissante et s'apprête à publier son cinquième album alors que des rumeurs sur le suicide et sur la disparition de son leader font leur apparition sur le site officiel de l'époque de Shining durant l'été 2006. Un communiqué précise qu'un certain Ghoul que les autres membres du groupe semblent ne pas connaître devrait assurer le poste de chanteur durant les prochaines prestations de Shining. Un concert est effectivement organisé à Halmstad en février 2007, ville natale de Kvarforth. Le concert voit un ami de longue date de Kvarforth monter sur scène en la personne d'Attila Csihar (Mayhem) et le remplacer durant les premières minutes d'Eradication Of The Condition. Kvarforth apparaît plus tard durant le concert, grimé en zombie, feignant d'abattre son successeur et de reprendre les rênes de Shining. Le concert fait scandale, Kvarforth y distribue des lames de rasoir au public tandis que son acolyte Nattefrost (Carpathian Forest) l'obligerait à boire de l'urine et que Maniac (Mayhem) y apparaît maquillé d'une croix gammée ensanglantée sur le front. Le concert qui devait servir de rampe de lancement au cinquième album du groupe V - Halmstad n'annonce pourtant pas la sortie de ce même album. Ce dernier ne paraîtra qu'en avril 2007 et verra le line-up de Shining à nouveau considérablement changé. John Doe et Casado ayant laissé leur place à Fredric "Wredhe" Gråby (Ondskapt) et Peter Huss. Hallander a lui aussi quitté les rangs de Shining et se voit remplacé par... Phil A.Cirone tandis que Ludwig Witt assure les parties de batterie. V - Halmstad confirme l'orientation plus hard rock et blues de l'album précédent. L'album offre de nombreux passages acoustiques, de soli de guitares et voit le groupe parcourir toute l'Europe pour défendre ses nouvelles compositions.
Kvarforth gagne en notoriété grâce à sa personnalité imprévisible et son tempérament provocateur. Les concerts de Shining se font de plus en plus violents et Shining attire de plus en plus l'attention de la presse. Dans une interviews lors de l'inferno festival en avril 2008, Kvarforth déclare être sur le point d'être opéré d'une tumeur au cerveau.
Kvarforth est sollicité par de nombreuses formations et s'associe notamment à Maniac (ancien chanteur de Mayhem) pour former Skitliv et à Sykelig, membre fondateur de Den Saakaldte au sein duquel Kvarforth occupera le poste de chanteur. 
En 2008, il revisite l'album du norvégien de Hjarnidaudi, Vidar Ermesjø. Avantgarde Music sortira d'ailleurs un album sous le nom de "Niklas Kvarforth presents Hjarnidaudi".
En 2009, Shining sort son sixième album voir le jour sous le nom de VI - Klagopsalmer après que le groupe ait décidé de retourner en studio pour en réenregistrer certains passages. Dans une interview de mai 2009, Kvarforth annonce son mariage avec sa compagne selon le rite catholique.
En 2020, il fit un featuring sur le titre A Forest de Behemoth sur l'EP du même nom.

## Discographie
- Submit to Selfdestruction (EP) - 1998
- I - Within Deep Dark Chambers - 2000
- II - Ändhållplats - 2001
- III - Angst, Självdestruktivitetens Emissarie - 2002
- Dolorian / Shining (SPLIT) - 2004
- Through Years Of Oppression (compilation) - 2004
- The Darkroom Sessions (compilation) - 2004
- IV - The Eerie Cold - 2005
- V - Halmstad - 2007
- Shining / Den Saakaldte (SPLIT) - 2008
- Klagopsalmer - 2009
- VII - Född Förlorare - 2011
- Lots of Girls Gonna Get Hurt (EP) - 2012
- 8½ - Feberdrömmar I Vaket Tillstånd - 2013
- IX - Everyone, Everything, Everywhere, Ends - 2015
- X - Varg Utan Flock - 2018

## Line-up actuel
- Niklas « Kvarforth » Olsson - Chant
- Peter Huss - Guitare rythmique
- Christian Larsson - Basse
- Ludvig Witt - Drums
- TBA - Guitars